# 大鉄十字章

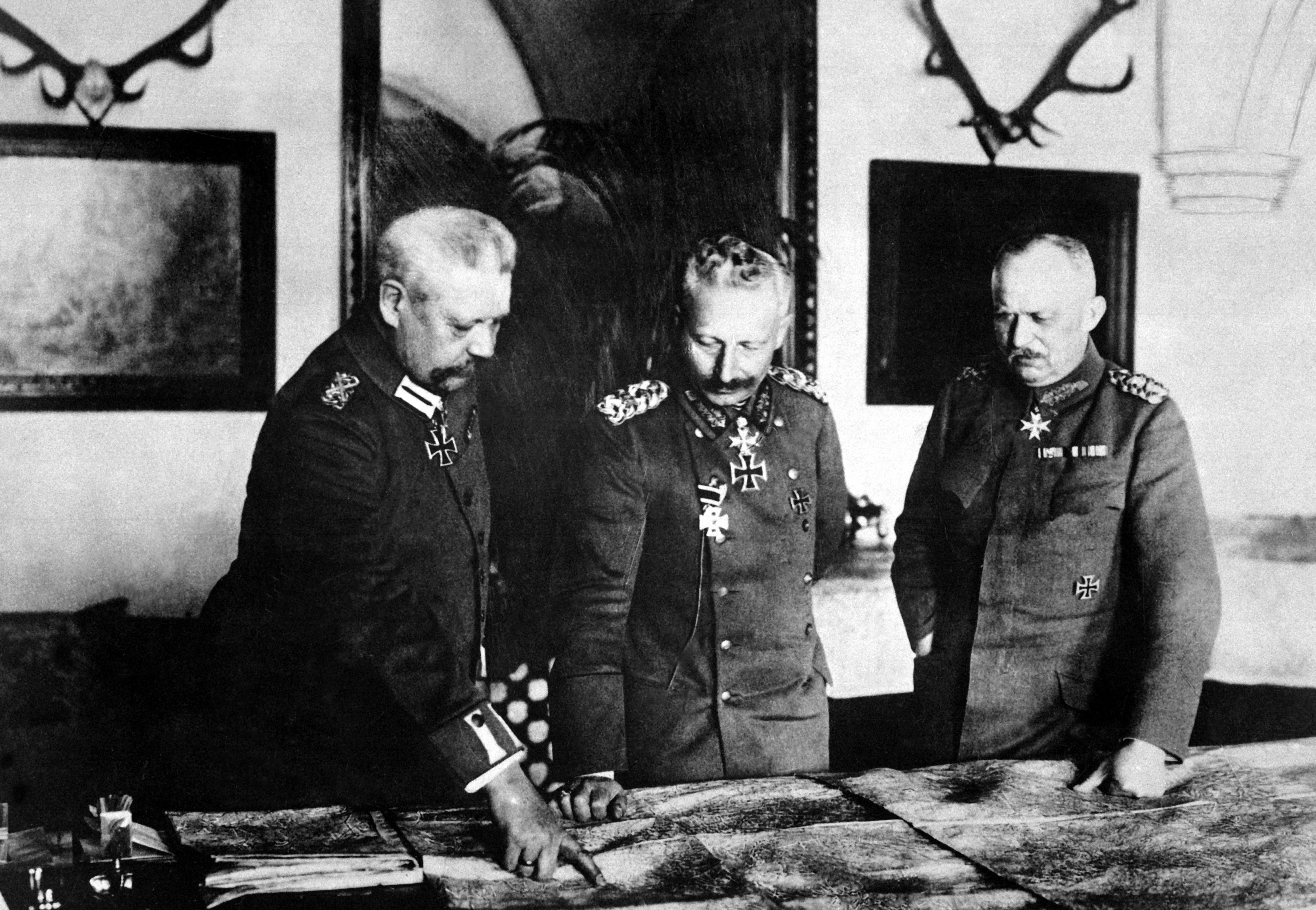
大鉄十字章1914年章を付けた ヴィルヘルム2世（中央）とパウル・フォン・ヒンデンブルク（左）。

大鉄十字章（Großkreuz des Eisernen Kreuzes）はプロイセン及びドイツの戦功勲章である鉄十字章の等級である。鉄十字章はナポレオン戦争、普仏戦争、第一次世界大戦及び第二次世界大戦時の四回制定され、大鉄十字章の等級もその都度設けられていた。
大鉄十字章は戦争の勝利に貢献した上級将官のみに授与される鉄十字章の最高章であり、四度の戦争すべてを通しても18名の者が受章したにとどまっている。ナポレオン戦争と第一次世界大戦時には格別の功績があった各一名（ゲプハルト・レベレヒト・フォン・ブリュッヘル及びパウル・フォン・ヒンデンブルク）には大鉄十字星章が追贈された。
第二次大戦後は制定されたことがない。

## 1813年章

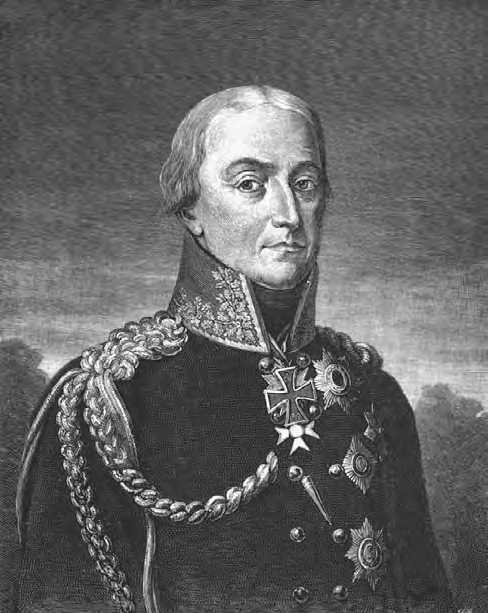
大鉄十字章を付けたフリードリヒ・ヴィルヘルム・フォン・ビューロー。

1813年のナポレオン戦争の際に初めて鉄十字章が定められ、その最上級勲章として大鉄十字章が定められ、次の5人が大鉄十字章に受章した。
- ゲプハルト・レベレヒト・フォン・ブリュッヘル、プロイセン王国陸軍元帥。
- フリードリヒ・ヴィルヘルム・フォン・ビューロー、プロイセン王国陸軍大将。
- カール14世、スウェーデン王。
- ボギスラフ・フリードリヒ・エマヌエル・フォン・タウエンツィン、プロイセン王国陸軍大将
- ヨハン・ダーヴィット・ルートヴィヒ・ヨルク・フォン・ヴァルテンブルク、プロイセン王国陸軍元帥

## 1870年章

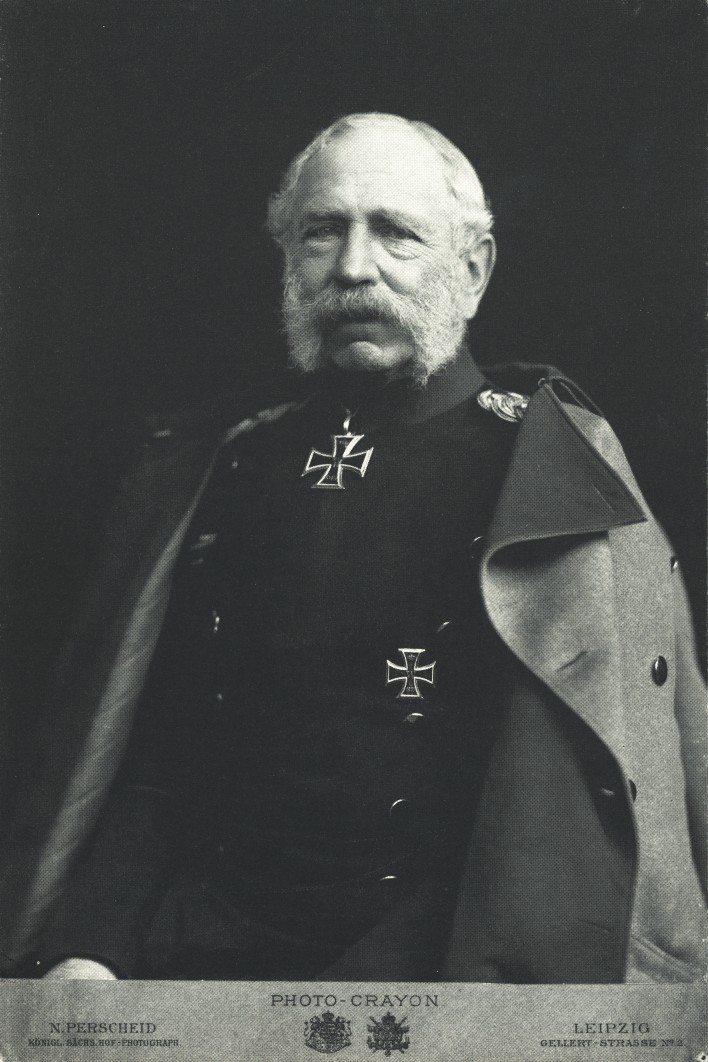
ザクセンのアルベルト王

1870年の普仏戦争の際にプロイセン王国は再度鉄十字章を制定した。この戦争では大鉄十字星章は授与されなかった。受章者は以下の7名である。
- アルベルト王、ザクセン王。
- アウグスト・カール・フォン・ゴーベン、プロイセン王国の歩兵大将。
- エドヴィン・フォン・マントイフェル男爵、プロイセン王国の陸軍元帥。
- ヘルムート・カール・ベルンハルト・フォン・モルトケ、プロイセン王国の陸軍元帥。陸軍参謀総長。「大モルトケ」。
- フリードリヒ・カール王子、プロイセン王子、プロイセン王フリードリヒ・ヴィルヘルム3世の孫。
- フリードリヒ・ヴィルヘルム皇太子、プロイセン王にしてドイツ帝国皇帝ヴィルヘルム1世の皇太子。のちにドイツ皇帝に即位。
- アウグスト・フォン・ヴェルダー、プロイセン王国の将軍。

## 1914年章

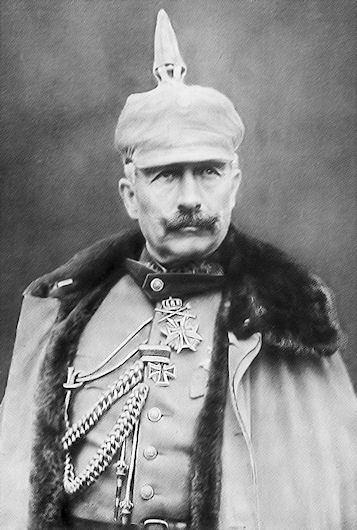
大鉄十字章を付けたヴィルヘルム2世

第一次世界大戦開戦後の1914年8月5日、プロイセン王国の伝統に従い鉄十字章が制定され、その一等級として大鉄十字章が制定された。この戦争で大鉄十字章を授与された者は次の5名。
- ヴィルヘルム2世、ドイツ帝国最後の皇帝。
- パウル・フォン・ヒンデンブルク、ドイツ帝国陸軍元帥。参謀本部総長。のちヴァイマール共和国時代のドイツの大統領。
- エーリヒ・ルーデンドルフ、ドイツ帝国陸軍大将。参謀本部次長。のちアドルフ・ヒトラーとともにミュンヘン一揆をおこす。
- レオポルト王子、バイエルン王子。ドイツ帝国陸軍元帥。
- アウグスト・フォン・マッケンゼン、ドイツ帝国陸軍元帥。

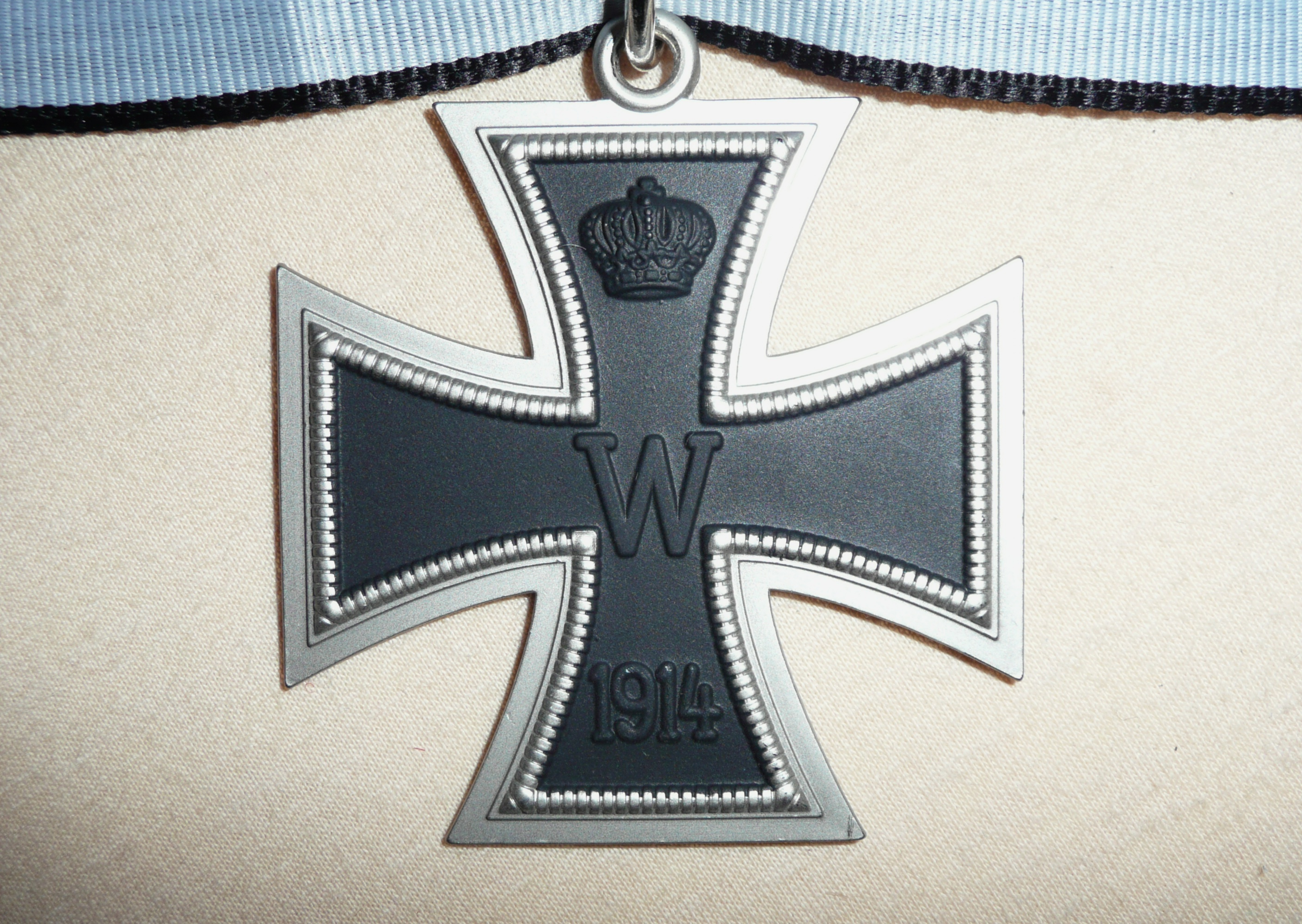
1914年制定の大鉄十字章
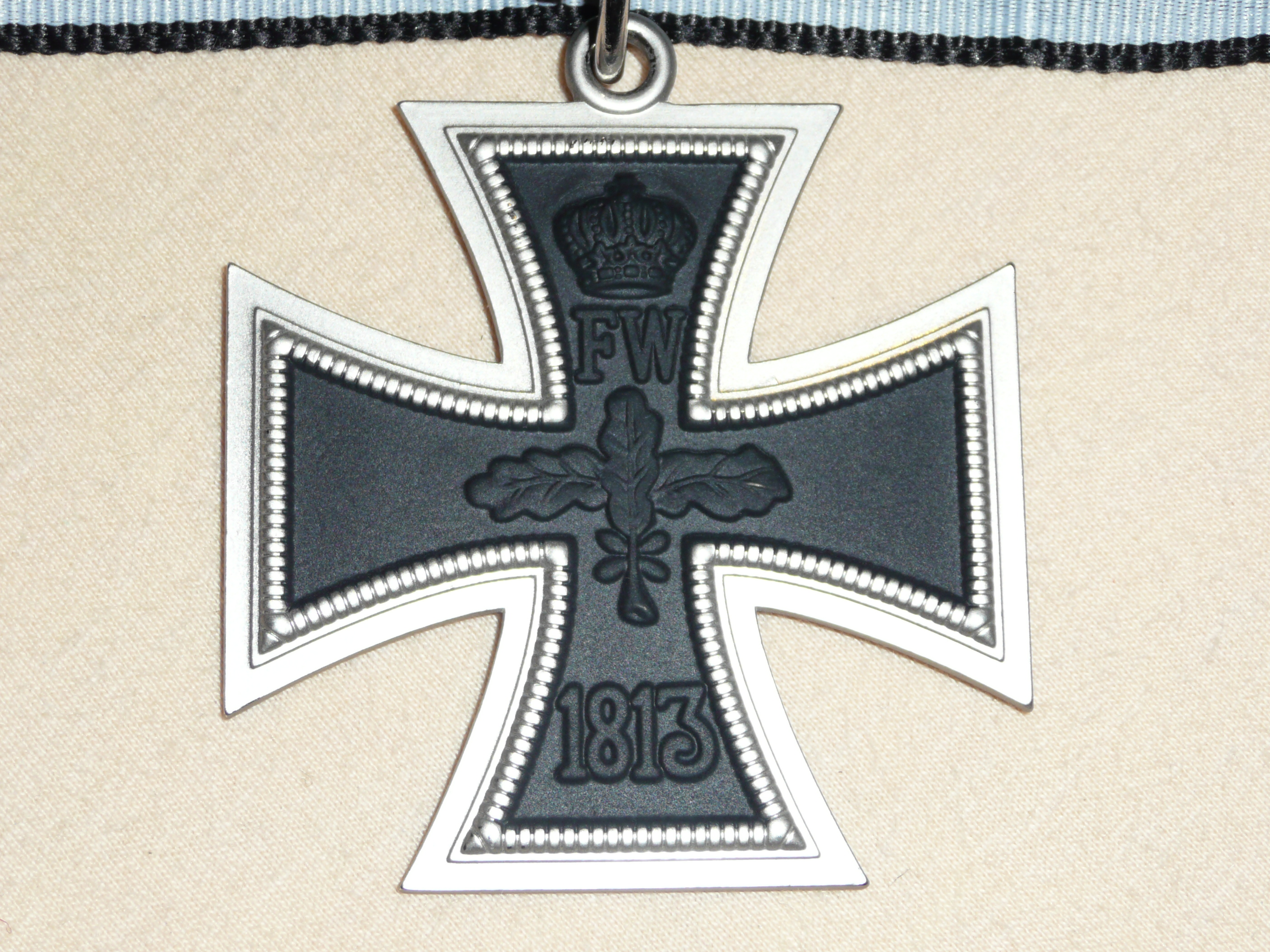
1914年大鉄十字章の裏面。1813年章の裏面と同じ刻印がされている。

## 1939年章

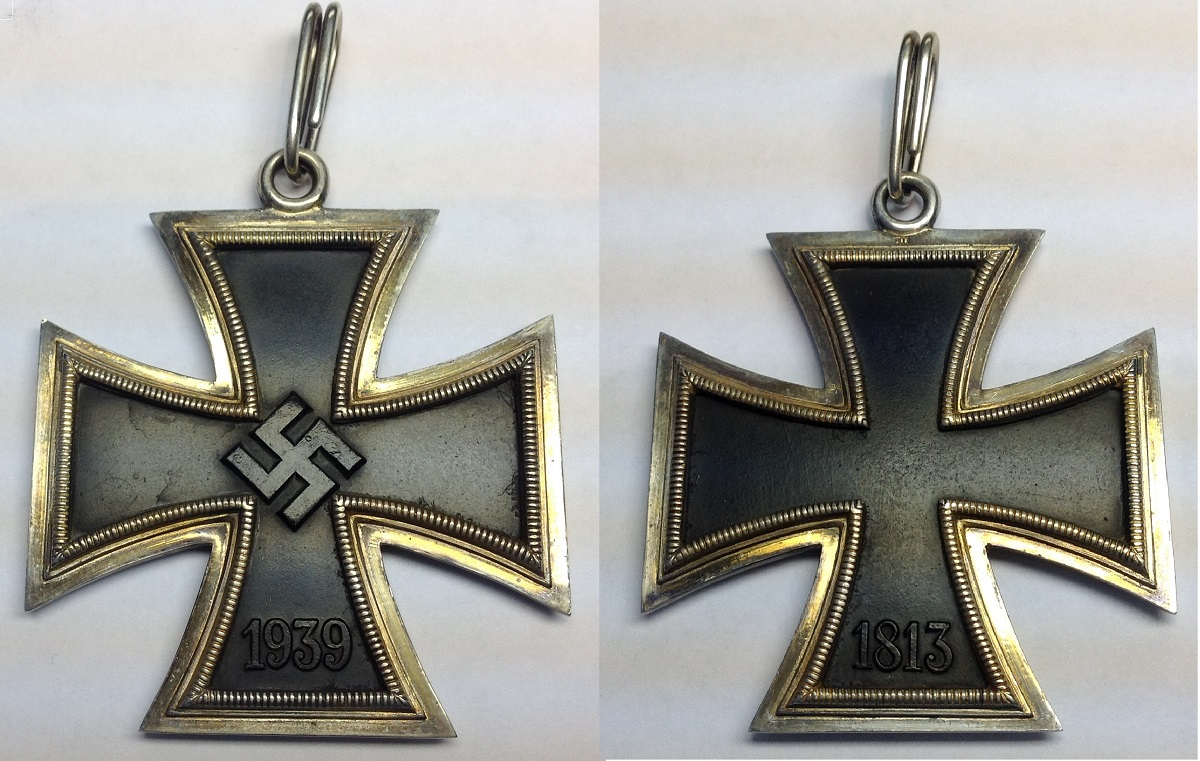
大鉄十字章1939年章（表と裏）

1939年の第二次世界大戦勃発にあたり、ナチス・ドイツが鉄十字章を再度制定し、大鉄十字章はその最高勲章であった。受章者はヘルマン・ゲーリング国家元帥ただ一人であり、1940年7月19日の元帥任命式において授与された。
なお、ナチス・ドイツは大鉄十字星章も制定していたが、受章者はいなかった（星章の実物はアメリカ軍が敗戦後に接収）。